# Либерија на Олимпијским играма
Либерија се први пут појавила на Олимпијским играма 1956. године и од тада је само три пута пропустила учешће на Летњим олимпијским играма: 1968; 1976. и 1992. године.
На Зимске олимпијске игре Либерија никада није слала своје представнике. Представници Либерије закључно са Олимпијским играма одржаним 2008. године у Пекингу нису освојили ни једну олимпијску медаљу.
Национални олимпијски комитет Либерије (Liberia National Olympic Committee) је основан 1954. а признат од стране Међународног олимпијског комитета 1955. године.

## Медаље

### Учешће и освојене медаље на ЛОИ
| Учешће и освојене медаље Белорусије на ЛОИ |                           |                           |                           |                           |                           |                           |                           |                           |                           |                           |                           |                           |                           |                           |
| ЛОИ                                        | Носилац заставе           | Учешће                    | Муш.                      | Жене                      | сопрт.                    | Злато                     | Сребро                    | Бронза                    | Укупно                    | Пласман                   |                           |                           |                           |                           |
| 1956 Мелбурн и Стокхолм                    |                           | 4                         | 4                         | 0                         | 1                         | 0                         | 0                         | 0                         | 0                         |                           |                           |                           |                           |                           |
| 1960 Рим                                   |                           | 4                         | 4                         | 0                         | 1                         | 0                         | 0                         | 0                         | 0                         |                           |                           |                           |                           |                           |
| 1964 Токио                                 |                           | 1                         | 1                         | 0                         | 1                         | 0                         | 0                         | 0                         | 0                         |                           |                           |                           |                           |                           |
| 1968 Мексико Сити                          | Либерија није учествовала | Либерија није учествовала | Либерија није учествовала | Либерија није учествовала | Либерија није учествовала | Либерија није учествовала | Либерија није учествовала | Либерија није учествовала | Либерија није учествовала | Либерија није учествовала | Либерија није учествовала | Либерија није учествовала | Либерија није учествовала | Либерија није учествовала |
| 1972 Минхен                                | Томас Хау                 | 5                         | 5                         | 0                         | 1                         | 0                         | 0                         | 0                         | 0                         |                           |                           |                           |                           |                           |
| 1976 Монтреал                              | Либерија није учествовала | Либерија није учествовала | Либерија није учествовала | Либерија није учествовала | Либерија није учествовала | Либерија није учествовала | Либерија није учествовала | Либерија није учествовала | Либерија није учествовала | Либерија није учествовала | Либерија није учествовала | Либерија није учествовала | Либерија није учествовала | Либерија није учествовала |
| 1980 Москва                                |                           | 3                         | 2                         | 1                         | 2                         | 0                         | 0                         | 0                         | 0                         |                           |                           |                           |                           |                           |
| 1984 Лос Анђелес                           | Волас Оби                 | 7                         | 6                         | 1                         | 1                         | 0                         | 0                         | 0                         | 0                         |                           |                           |                           |                           |                           |
| 1988 Сеул                                  |                           | 8                         | 7                         | 1                         | 2                         | 0                         | 0                         | 0                         | 0                         |                           |                           |                           |                           |                           |
| 1992 Барселона                             | Либерија није учествовала | Либерија није учествовала | Либерија није учествовала | Либерија није учествовала | Либерија није учествовала | Либерија није учествовала | Либерија није учествовала | Либерија није учествовала | Либерија није учествовала | Либерија није учествовала | Либерија није учествовала | Либерија није учествовала | Либерија није учествовала | Либерија није учествовала |
| 1996 Атланта                               | Коути Мавенх              | 5                         | 4                         | 1                         | 1                         | 0                         | 0                         | 0                         | 0                         |                           |                           |                           |                           |                           |
| 2000 Сиднеј                                | Коути Мавенх              | 8                         | 6                         | 2                         | 1                         | 0                         | 0                         | 0                         | 0                         |                           |                           |                           |                           |                           |
| 2004 Атина                                 | Гледис Томпсон            | 2                         | 1                         | 1                         | 1                         | 0                         | 0                         | 0                         | 0                         |                           |                           |                           |                           |                           |
| 2008 Пекинг                                | Џанги Ади                 | 3                         | 2                         | 1                         | 1                         | 0                         | 0                         | 0                         | 0                         |                           |                           |                           |                           |                           |
| 2012 Лондон                                |                           |                           |                           |                           |                           |                           |                           |                           |                           |                           |                           |                           |                           |                           |
| 2016. Рио де Жанеиро                       |                           |                           |                           |                           |                           |                           |                           |                           |                           |                           |                           |                           |                           |                           |
| 2020. Токио                                |                           |                           |                           |                           |                           |                           |                           |                           |                           |                           |                           |                           |                           |                           |
| 2024. Париз                                |                           |                           |                           |                           |                           |                           |                           |                           |                           |                           |                           |                           |                           |                           |
| 2028. Лос Анђелес                          | предстојећи догађај       |                           |                           |                           |                           |                           |                           |                           |                           |                           |                           |                           |                           |                           |
| 2032. Бризбејн                             | предстојећи догађај       |                           |                           |                           |                           |                           |                           |                           |                           |                           |                           |                           |                           |                           |
| Укупно 11 (14)                             |                           | 50                        | 42                        | 8                         |                           | 0                         | 0                         | 0                         | 0                         |                           |                           |                           |                           |                           |

### Преглед учешћа спортиста Либерије по спортовима на ЛОИ
Стање после ЛОИ 2008.
| Спорт      | Период | Период   | Укупно | Мушки | Жене | Злато | Сребро | Бронза | Укупно |
| Спорт      | Прво   | Последње | Укупно | Мушки | Жене | Злато | Сребро | Бронза | Укупно |
| ---------- | ------ | -------- | ------ | ----- | ---- | ----- | ------ | ------ | ------ |
| Атлетика   | 1956   | 2008     | 34     | 29    | 5    | 0     | 0      | 0      | 0      |
| Бокс       | 1988   | 1998     | 4      | 4     | 0    | 0     | 0      | 0      | 0      |
| Укупно (2) |        |          | 38     | 33    | 5    | 0     | 0      | 0      | 0      |

Разлика у горње две табеле од 12 учесника (9 мушкараца и 3 жене настала је у овој табели јер је сваки спотиста без обриза колико је пута учествовао на играма и у колико разних спортова на истим играма рачунат само једном

## Занимљивости
- Најмлађи учесник: Грејс Ен Динкинс, 17 година и 236 дана, Лос Анђелес 1984. атлетика
- Најстарији учесник: Грејс Ен Динкинс, 34 година и 11 дана, Сиднеј 2000. атлетика
- Највише медаља:
- Прва медаља:
- Прво злато:
- Најбољи пласман на ЛОИ:
- Најбољи пласман на ЗОИ: